# Walery Antoni Wróblewski

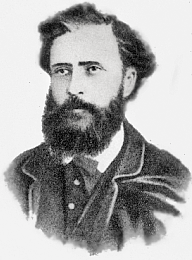
Walery Wróblewski

Walery Antoni Wróblewski (* 5. Dezember 1836 in Żołudek, Polen; † 5. Juli 1908 in Ouarville, Département Eure-et-Loir) war ein polnischer Milizkommandant und ein führender Verteidiger der Pariser Kommune.

## Leben und Wirken
Wróblewski zählte zu den Anführern des polnischen Aufstandes gegen das zaristische Russland 1863/64. Nach dessen Niederschlagung emigrierte er nach Frankreich und arbeitete hier zuerst als Lehrer, später, im Jahr 1870, schloss er sich der Nationalgarde an. In Paris vertrat er die polnischen und litauischen Exilantengruppen. Während der deutschen Belagerung von Paris schlug er der ersten Regierung der Dritten Französischen Republik, dem Gouvernement de la Défense Nationale vor eine Legion von polnischen Freiwilligen aufzustellen. Doch diese lehnten ab. Kurze Zeit später, während der Pariser Kommune wurde er von der revolutionären Regierung, dem Conseil de la Commune, zum Kommandanten des Verteidigungsabschnitts zwischen den Befestigungen Ivry und Arcueil ernannt. Nachdem zahlreiche Verteidiger und Verteidigerinnen der Kommune gefallen waren, darunter zahlreiche hohe Offiziere, bot man ihm den Oberbefehl an. Er lehnte aufgrund der bereits hohen Verluste ab. Nach der Niederschlagung der Kommune floh er nach London und schloss sich dort der Internationalen Arbeiterassoziation an, in deren Generalrat er gewählt wurde. Ab 1872 war er korrespondierender Sekretär für Polen. Im selben Jahr war er Delegierter auf dem Haager Kongress. Nach einer Amnestie 1880 kehrte er nach Frankreich zurück.
Im Juli 1908 starb er und ruht auf dem Père-Lachaise in Paris.